# Ectropothecium subulosum
Ectropothecium subulosum är en bladmossart som beskrevs av Mitten 1879. Ectropothecium subulosum ingår i släktet Ectropothecium och familjen Hypnaceae. Inga underarter finns listade i Catalogue of Life.